# Шато Арну Сент Обан
Шато Арну Сент Обан (фр. Château-Arnoux-Saint-Auban) насеље је и општина у Француској у региону Прованса-Алпи-Азурна обала, у департману Горњопровансалски Алпи која припада префектури Форсалкје.
По подацима из 2011. године у општини је живело 5225 становника, а густина насељености је износила 284,9 становника/km². Општина се простире на површини од 18,34 km². Налази се на средњој надморској висини од 440 метара (максималној 742 m, а минималној 403 m).

## Демографија
| 1962. | 1968. | 1975. | 1982. | 1990. | 1999. | 2011. |
| ----- | ----- | ----- | ----- | ----- | ----- | ----- |
| 5.785 | 6.532 | 6.240 | 5.576 | 5.109 | 4.970 | 5.225 |

График промене броја становника у току последњих година